# Tianjin Airlines
Тяньцзиньские авиалинии (кит. упр. 天津航空, пиньинь Tiānjīn Hángkōng) — китайская региональная авиакомпания со штаб-квартирой в городе Тяньцзинь, работающая в сфере пассажирских и грузовых перевозок на внутренних маршрутах.
Портом приписки перевозчика и его главным транзитным узлом (хабом) является международный аэропорт Тяньцзинь Биньхай. В качестве ещё одного главного хаба выступает международный аэропорт Хайкоу Мэйлань.

## История
Авиакомпания Grand China Express Air была основана при объединении в 2004 году трёх китайских авиакомпаний — China Xinhua Airlines, Chang An Airlines и Shanxi Airlines под управлением конгломерата HNA Group.
Новая компания получила сертификат эксплуатанта только в 2007 году, а полёты начала в 2009 году.
10 июня 2009 года авиакомпания сменила официальное название на существующее в настоящее время Tianjin Airlines.
В августе 2011 года Tianjin Airlines обслуживала 63 пункта назначения в собственной маршрутной сети регулярных перевозок.
В середине 2015 года авиакомпания заключила контракт на поставку 22 самолётов Embraer (20 лайнеров Embraer 195 и два — Embraer 190-E2).
15 мая 2023 года после долгого перерыва авиакомпания возобновила полеты из Москвы в Чунцин.
В планах Tianjin Airlines открытие дальнемагистральных маршрутов в Европу, Северную Америку и Юго-Восточную Азию с получением новых самолётов Airbus A330.

## Флот

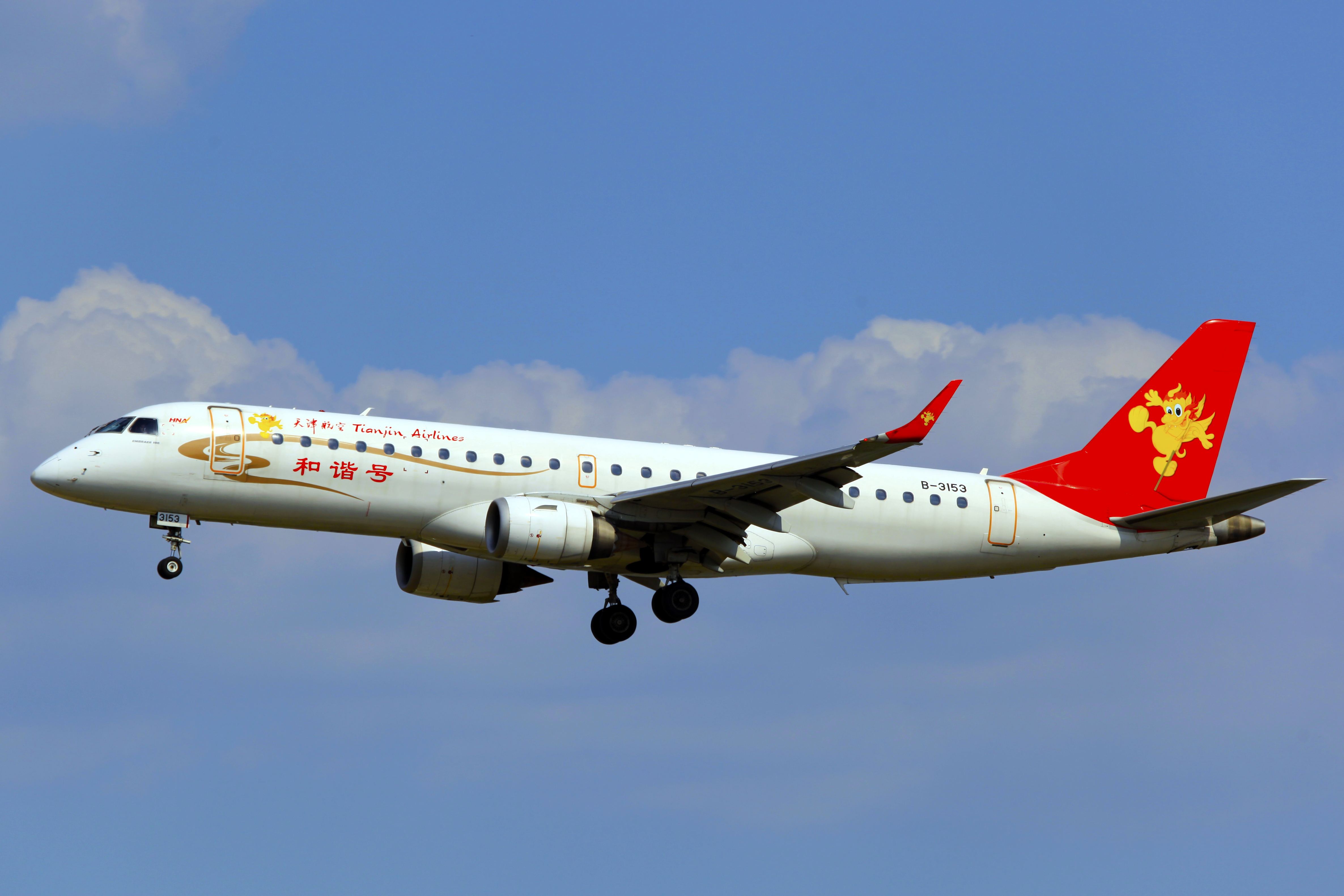
Embraer 190 авиакомпании Tianjin Airlines в международном аэропорту Циндао Лютин, 2013 год

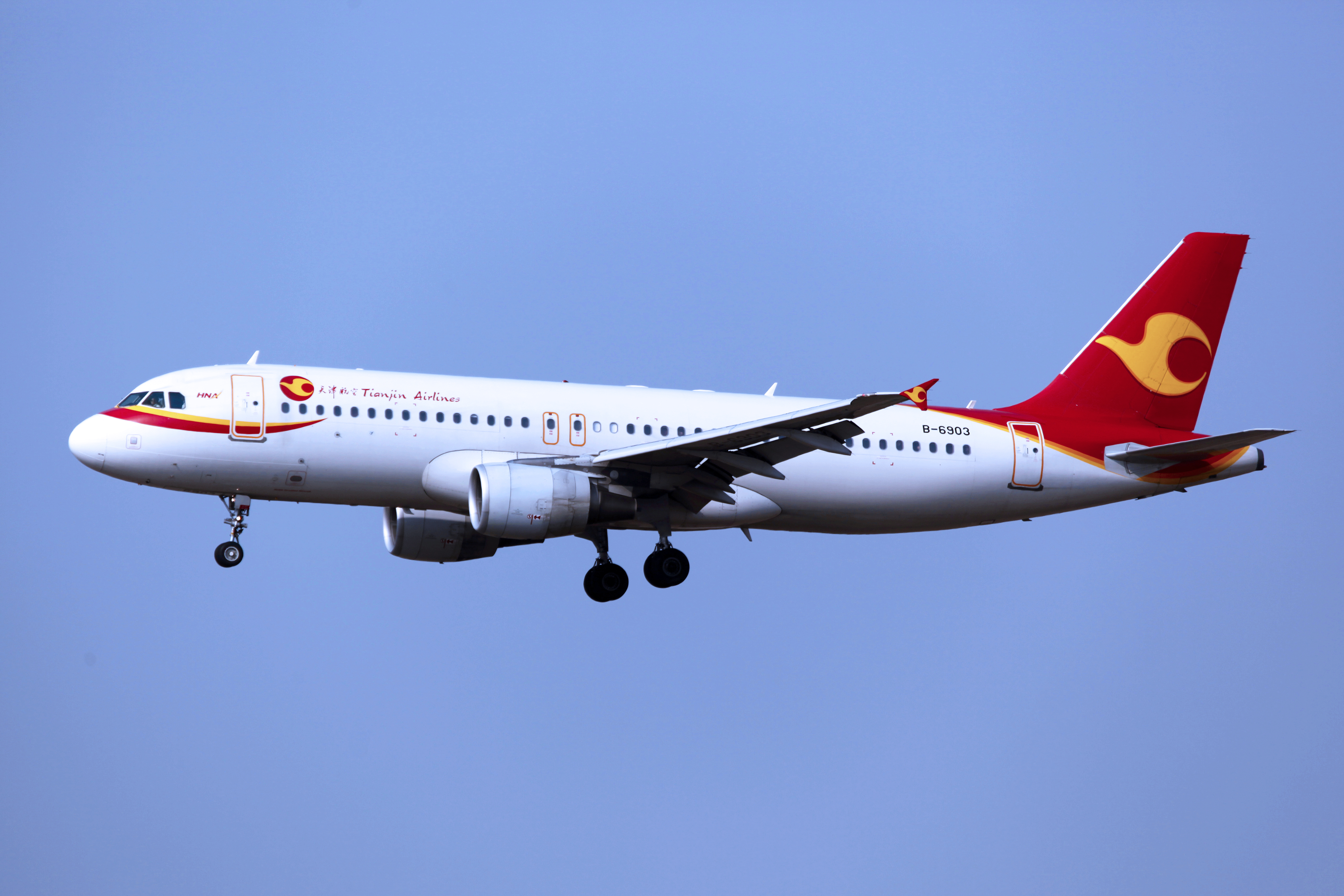
Airbus A320 авиакомпании Tianjin Airlines в международном аэропорту Циндао Лютин, 2015 год

В июле 2021 года воздушный флот авиакомпании Tianjin Airlines составляли следующие самолёты:

## Попытка угона авиалайнера в 2012 году
29 июня 2012 года самолет Embraer ERJ-190 этой авиакомпании, рейс номер GS7554, вылетел согласно расписанию (в 12.25 по местному времени) из аэропорта Хотан в аэропорт Урумчи. Через 10 минут после вылета 6 уйгурских террористов попытались захватить самолет, используя холодное оружие (пронесенное в виде костылей) и угрожая взрывчаткой. Пассажиры (в том числе работники полиции) сумели в ходе борьбы обезвредить террористов и по возвращению в аэропорт сдать их полиции. Двое из террористов на следующий день умерли в больнице от полученных травм. 